# London Spy
London Spy ist eine britisch-amerikanische Thriller-Miniserie, die von Tom Rob Smith entwickelt wurde. Die Handlung dreht sich um einen jungen Briten, der dem angeblichen Unfalltod seines Partners nachspürt und dabei Verstrickungen ins Milieu der Geheimdienste aufdeckt. Die Erstausstrahlung sendete BBC Two in 5 Folgen vom 9. November bis zum 12. Dezember 2015. Die deutschsprachige Erstausstrahlung erfolgte am 9. Mai 2016 bei Netflix. Sie Serie basiert lose auf dem Todesfall Gareth Williams.

## Handlung
Nach einer durchfeierten Nacht und noch unter Drogeneinfluss stehend lernt der Londoner Lagerarbeiter Danny einen morgendlichen Jogger namens Alex kennen. Die beiden Männer freunden sich an und beginnen eine Liebesbeziehung. Für den hochintelligenten, aber einsamen Alex ist Danny der erste Mensch, dem er wirklich nahekommt. Danny wiederum hat eine wilde Vergangenheit mit zahlreichen Sexualpartnern hinter sich, ist aber gerade darum umso überzeugter, in Alex den Richtigen gefunden zu haben. Von einem Tag auf den anderen verschwindet Alex. Danny findet seinen toten Freund verschlossen in einer Kiste im Dachboden seines Appartements, das zu einem BDSM-Folterstudio umgebaut ist. Er ruft die Polizei, verschweigt ihnen allerdings einen mit einem Zahlenschloss versehenen Zylinder, den er vor ihrem Eintreffen gefunden und verschluckt hat.
Auf dem Polizeirevier erfährt Danny, dass Alex ihm seinen wahren Namen Alistair verschwiegen hat, und dass er nicht wie behauptet ein Waise ist, sondern seine Eltern noch leben. Alex’ Tod wird als Unfall bei sado-masochistischen Sexspielen mit Atemkontrolle dargestellt. Danny hält diese Version für inszeniert, da Alex sexuelle Unerfahrenheit nicht gespielt sein konnte. Er wendet sich an die Presse, doch diese veröffentlicht nicht seine Mordtheorie, sondern berichtet über seine Drogenvergangenheit, woraufhin er seinen Job verliert. Nur sein väterlicher Freund Scottie unterstützt Danny bei der Suche nach der Wahrheit über Alex’ Tod. Er enthüllt, dass Alex für den MI6, den britischen Auslandsgeheimdienst, gearbeitet hat. Scottie selbst war einst Geheimagent beim MI6, ehe er wegen seiner Homosexualität aus dem Dienst gedrängt und in einen Suizidversuch getrieben wurde.
Danny erhält die Einladung zu einem Paar, das behauptet, Alistairs Eltern zu sein. Er durchschaut jedoch, dass auch diese Begegnung inszeniert ist. Daraufhin lädt ihn Frances Turner, die Frau von Charles Turner, eines hochrangigen Geheimdienstmitarbeiters im Ruhestand, auf ihr Anwesen ein und bekennt, dass sie Alistairs wahre Mutter ist. Laut ihrer Aussage war ihr Sohn weder schwul noch jungfräulich, sondern konnte nur jedem Gegenüber seine Wünsche an ihn vorspiegeln. Als Danny ihr abermals nicht glaubt, warnt sie ihn davor, weitere Unruhe zu stiften. Inzwischen wird Danny von der Polizei für Alex’ Tod verantwortlich gemacht. Bei einer Blutentnahme wird er vorsätzlich mit HIV infiziert.
Danny, der nicht zur offiziellen Beerdigung von Alex eingeladen wird, hält am Strand seine eigene Abschiedszeremonie für Alex ab. Er erinnert sich, dass sie füreinander „der Eine“ sein wollten. Als er daraufhin das Codeschloss auf „0000001“ einstellt, öffnet es sich und gibt einen USB-Stick frei. Gemeinsam mit Scottie sucht er Alex’ Professor auf, der den Inhalt des Sticks entschlüsselt: Alex hat an einem auf der menschlichen Mimik basierenden Lügendetektor gearbeitet. Als dies publik wurde, geriet er ins Visier diverser Geheimdienste, da alle Herrschaftssysteme auf dem Einsatz von Lügen basieren. Später am Tag findet Danny Scottie erhängt an einem Baum im Park. Auf sich alleine gestellt informiert er zahlreiche Zeitungen, doch werden seine E-Mails und Briefe alle als unzustellbar retourniert oder gelöscht. Stattdessen tauchen unvermittelt Dannys Eltern bei ihm auf, von denen er sich schon vor Jahren entfremdet hat, und suchen unter dem Vorwand, sein Vater läge im Sterben, eine Versöhnung. Auch diese Begegnung erweist sich als Scharade. Dannys Eltern wurden unter Druck gesetzt, um den Inhalt des Zylinderschlosses zu zerstören.
Danny sucht noch einmal Frances Turner auf und erfährt von ihr endlich die Wahrheit: Alex war der Sohn ihres Dienstmädchens, den sie in ihre Obhut übernahm, als sie seine Intelligenz erkannte. Sie förderte den Jungen, den sie Alistair nannte, und vereinsamte ihn zugleich. In ihm zog sie jenen intelligenten Spion auf, der sie einst hätte sein wollen, was ihr als Frau jedoch versagt blieb, und der ihr dümmlicher Gatte niemals war. Die Entwicklung des Lügendetektors war eine sentimentale Spielerei ihres Sohnes, die den MI5, den britischen Inlandsgeheimdienst, auf den Plan rief. Alex wurde in eine Kiste eingesperrt und verhört, bis Frances ihm das Versprechen abrang, nicht an seiner Erfindung weiterzuarbeiten und mit sämtlichen sozialen Kontakten zu brechen, um in den USA eine neue Existenz zu beginnen. Doch Alex’ eigener Detektor entlarvte seine Zugeständnisse als Lügen, woraufhin das MI5 ihn in der Kiste ersticken ließ und anschließend die Todesumstände inszenierte.
Danny bittet Frances, sich mit dieser Geschichte an die Öffentlichkeit zu wenden, wo ihre Worte als Mutter ein anderes Gewicht hätten als seine. Frances verweigert sich dem Wunsch zuerst, doch als ihr Dienstmädchen, Alex’ wahre Mutter, ein Zeichen setzt und den Irrgarten des Anwesens niederbrennt, schließt sie sich Alex an. Sie will die Verantwortlichen für Alex’ Tod ausräuchern, auch wenn sie keine Chance haben werden.

## Rezeption
Die Kritiken in der britischen Presse zur Erstausstrahlung auf BBC Two umfassten ein breites Spektrum. Mark Lawson nominierte London Spy im Guardian als eine der besten Serien des Jahres 2015. Sein Kollege Gabriel Tate beklagte sich zwar über das unplausible Ende, dennoch biete die Serie „vieles, das Vergnügen bereitet, vor allem vom brillanten Ben Whishaw“. Benji Wilson nannte die Serie im Daily Telegraph „wundervoll und ärgerlich im gleichen Maße“ und fragte, ob es jemals eine Fernsehserie gegeben habe, die im gleichen Maße frustrierend gewesen sei: London Spy habe fünf Wochen hindurch „schwindelerregende Höhen“ und „groteske Tiefen“ erreicht, mal „vollkommen fesselnd“ mit Szenen von „erstaunlicher Brillanz“, dann wieder „höllisch schwülstig“ und „zügellos“. Das potentiell großartige Skript hätte nach einer beherzten Überarbeitung verlangt.
A. A. Gill beschrieb in der Sunday Times eine „ungewöhnliche, unerklärlich fesselnde Story“. Sie biete „eine Figurenzeichnung von großer Tiefe in einem Plot, der nichts anderes ist als eine Serie von Rätseln, die rätselhaft präsentiert werden.“ Für Jack Searle lebte London Spy hauptsächlich „in der Lücke zwischen der Handlung und seiner Botschaft – zwischen dem, worum es geht, und dem, worum es wirklich geht. Es geht wirklich um Selbsterkenntnis und darum, wie Liebende versuchen, einander kennenzulernen, während sie über sich lügen.“
Im Daily Mail beschwerte sich Christopher Stevens, dass es bereits genug „Schwulendrama“ in der BBC gebe: „Es ist schon beinahe unmöglich, den Fernseher einzuschalten, ohne zwei Männer nackt ineinander verschlungen“ zu sehen. Daraufhin berichtete die Huffington Post von kritischen Leserkommentaren, die Stevens entgegneten, es handle sich nicht um „ein schwules Spionagedrama“, sondern „ein Spionagedrama, bei dem einige der Figuren zufälligerweise schwul“ seien.
Für Sabine Horst in epd Film ist London Spy „bescheidener“ als die zeitgleich entstandene BBC-Spionageserie The Night Manager. Die Inszenierung spreche „vom insistenten Score bis zu den glühenden Dunkeltönen immerzu von Gefühlen – Liebe, Trauer, Empörung.“ Intuition und sein von der „Erinnerung an viele fucks“ geprägtes Körpergefühl lassen „Danny die Inszenierung rund um den Mord an seinem Liebhaber durchschauen und den entscheidenden »Code« knacken“. Horst zieht das Fazit: „So löst die Serie ein Genre, das vom Kalkül und der Rechnung auf the greater good geprägt ist, in dem der Einzelne nichts zählt, vom Subjekt her auf.“

## Synchronisation
Die Synchronisation der Serie wurde bei der Berliner Synchron erstellt. Mario von Jascheroff schrieb zusammen mit Juana-Maria von Jascheroff die Dialogbücher und führte die Dialogregie.
| Rolle                   | Schauspieler       | Synchronsprecher      |
| ----------------------- | ------------------ | --------------------- |
| Daniel Edward Holt      | Ben Whishaw        | Tobias Nath           |
| Scottie                 | Jim Broadbent      | Frank-Otto Schenk     |
| Alex / Alistair Turner  | Edward Holcroft    | Alexander Doering     |
| Detective Taylor        | Samantha Spiro     | Daniela Hoffmann      |
| Mrs. Turner / Nanny     | Lorraine Ashbourne | Isabella Grothe       |
| Mr. Turner / Groundsman | David Hayman       | Friedrich G. Beckhaus |
| Der Amerikaner          | Clarke Peters      | Jürgen Kluckert       |
| Frances Turner          | Charlotte Rampling | Krista Posch          |
| Rich                    | Mark Gatiss        | Mario von Jascheroff  |
| Claire                  | Harriet Walter     | Liane Rudolph         |
| James                   | James Fox          | Lothar Blumhagen      |
| Professor Marcus Shaw   | Adrian Lester      | Charles Rettinghaus   |
| Doppelgänger            | Riccardo Scamarcio | Tom Vogt              |
| Pavel                   | Josef Altin        |                       |
| Sara                    | Zrinka Cvitešić    | Victoria Sturm        |
| Charles Turner          | Nicolas Chagrin    |                       |
| Dannys Anwalt           | Richard Cunningham |                       |